# フラニーとゾーイー
『フラニーとゾーイー』（英: Franny and Zooey）は、J・D・サリンジャーが1955年1月29日に『ザ・ニューヨーカー』に発表した『フラニー』（Franny）と、1957年5月4日に同誌に発表した『ゾーイー』（Zooey）の連作二編の小説を1つにまとめたもので、『ライ麦畑でつかまえて』に並ぶ、代表作のひとつ。1961年9月14日刊行。
グラース家の末っ子である女子大生のフラニーと、そのすぐ上の兄で俳優のゾーイーをめぐる、1955年11月のある土曜日の午前中から、翌週の月曜日にかけての物語である。

## 内容

### 「フラニー」
晩秋の駅のプラットホームで、女子大生であり自慢のガールフレンドであるフラニーの到着を待つ大学生のレーン。ふたりは大学対校のフットボールの試合を観戦した後に、この週末を一緒に過ごす計画を立てる。ふたりはさっそく気の利いたレストランで昼食を取るが、自己顕示やスノッブ的な振舞いに何の疑問を持たないエリートのレーンに対し、青年らしい潔癖さと、自らの過剰な自意識に悩み、演劇をやめようとさえしているフラニーとの会話は次第にすれ違いをみせ始める。やがて、フラニーは耐えきれずにテーブルを離れ、店のトイレに駆け込み、しばらく泣いた後、バッグから小さな本を取り出し、落ち着きを取り戻す。彼女がテーブルに戻ると、レーンは彼女の持つ本について尋ねる。それは『巡礼の道』という題で、ロシアの放浪者が「絶えず祈る」能力を習得する話だと彼女は説明する。イエスへの祈りは、禅の公案に似た作法で、「主イエス・キリスト様、私に憐れみを」という祈りを無意識でほとんど鼓動のようになるまで内在化する。レーンはその話よりパーティとフットボールの試合の予定を気にしているが、フラニーが失神した時、彼女を介抱し、週末の計画を延期する。彼女が意識を取り戻した後、彼は彼女を宿泊先に送るためタクシーを呼びに行き、フラニーをひとりにする。彼女は絶えず祈る練習をしている。

### 「ゾーイー」
週末の出来事から二日後の月曜日の朝。週末を一緒に過ごすこともなくニューヨークの自宅に戻ったフラニーは、そのまま居間の寝椅子に寝込んでしまう。幼い頃からシーモアとバディという二人の兄から植え付けられた求道的な宗教哲学や東洋思想と、相反するエゴが幅を利かせる現実世界の板挟みに遭うフラニーは「巡礼の道」という本に出てくる宗教的な祈りによって救いを求めようとする。心配した母親のベシーは、5歳年上の兄であるゾーイーに助けを求める。自らも兄たちの影響を強く受けているゾーイーは全身全霊をかけて説得を試みるが、「言葉の曲芸飛行士」である彼の饒舌さは時に脱線を繰り返し、ますますフラニーを混乱させてしまう。終いには死んだ兄のシーモアに会いたいと言い出すフラニーに対し、一旦話を切り上げたゾーイーは部屋を出ると、以前、二人の兄が使っていた書斎に足を踏み入れ、ドアの背面に書かれた哲学的な引用を読む。熟考した後、ゾーイはバディを装ってフラニーに電話をする。やがてフラニーに見抜かれるが、ゾーイは会話を続ける。ゾーイはシーモアから以前もらった教えを共有し、前向きに愛とともに生きるべきだ、誰も気づかなくてもイエスにはわかると示唆する。ゾーイが電話を切った後、フラニーは両親のベッドに横たわり、天井を向いて微笑む。

## 解説
『フラニーとゾーイー』は、これまでサリンジャーが個別に発表していた幾つかの短編が、実は「グラース家物語」というべき長大なサーガの一部であり、一家の次男で小説家のバディ・グラースが書き続けている「散文で書かれた一家の記録映画」であることが明かされた最初の作品である（グラース家の血縁関係が明らかになるのは『大工よ、屋根の梁を高く上げよ』（1955）が最初）。
『ゾーイー』の冒頭でバディが語るように、グラース家の7兄妹は共に「これは神童」というクイズのラジオ番組の出演を経験しており、兄弟全員が異常早熟の天才として描かれている。また、フラニーとゾーイーは二人の兄から、「教育は知識の追求ではなく、禅のいう「無心」の追求から始めることが最良」という考えから幼い頃よりイエス、釈迦、老子、シャンカラチャーリヤ、慧能、シュリ・ラーマクリシュナ等々の宗教哲学や東洋思想を教え込まれている。そのことは『大工よ、屋根の梁を高く上げよ』の中でも、シーモアが生後十ヶ月のフラニーに道教のある説話を話して聞かせる場面としても描かれているが、それは、恋人のレーンとはおよそかけ離れた異質な教育を受けてきたということであり、結果としてフラニーは理想とする生き方と現実世界とのギャップに苦悩することとなる。
『フラニーとゾーイー』では宗教、特にキリスト教に対するサリンジャーなりの解釈や東洋思想との関係性なども語られるが、思春期の青年なら誰もが直面する理想と現実社会との折り合いの付け方や、さらには、自らの自意識とどう向き合えばよいのかという普遍的なテーマを扱っている。

## 本作について言及している著名人
太田光（漫才師、お笑いタレント）
TV番組『爆笑問題のススメ』の最終回で私の人生を変えた本3作の2冊目として『フラニーとゾーイー』を挙げており、番組の中で学生時代に自らの自意識に悩まされていた太田も本書によって「皆人間ってのは未熟だった。だから私だって未熟でいいじゃん」と思えるようになり、救われたと語っている。また、大学2年生の時に演劇として『フラニーとゾーイー』を主演・演出している。
池澤夏樹（作家）
『アメリカ青春小説集』（小説新潮3月臨時増刊、新潮社。1989年）の「アメリカ青春小説を一冊選んで下さい」の中で「ゾーイー」を取り上げ、「青春小説を書くには特別の資質が必要で、それがサリンジャーにはある」と語っている。

## 日本語訳
- 『フラニー／ズーイー』 原田敬一訳（荒地出版社「サリンジャー選集（1）」、1968年、新装版1993年、解説井上謙治）
- 『フラニーとズーイ』 鈴木武樹訳（角川文庫、1969年）
- 『フラニーとゾーイー』 野崎孝訳（新潮文庫、1976年、改版1991年）
- 『フラニー／ズーイー』 高村勝治訳（講談社文庫、1979年）- グーテンベルク21（電子書籍）で再刊
- 『フラニーとズーイ』 村上春樹訳（新潮文庫、2014年）